# Veules-les-Roses
Veules-les-Roses is een gemeente in het Franse departement Seine-Maritime (regio Normandië) en telt 599 inwoners (2005). De plaats maakt deel uit van het arrondissement Dieppe. Veules-les-Roses is lid van Les Plus Beaux Villages de France. De toevoeging "les-Roses" werd in 1897 toegevoegd, ondanks het feit dat in deze plaats geen rozen worden gekweekt.

## Geografie
Veules-les-Roses ligt aan zee, waar ook het riviertje de Veules in Het Kanaal uitmondt. De oppervlakte van de gemeente bedraagt 5,2 km² en de bevolkingsdichtheid is 99 inwoners per km².
De onderstaande kaart toont de ligging van Veules-les-Roses met de belangrijkste infrastructuur en aangrenzende gemeenten.
La Veules is een zeer korte rivier die door de plaats stroomt. De totale lengte is minder dan 1200 meter. De rivier maakt de teelt van waterkers mogelijk, een aantrekkelijk product omdat het in de winter wordt geoogst. Voor de teelt zijn er ondiepe waterbassins aangelegd waar het water van de rivier langzaam doorheen stroomt. Er zijn nog altijd waterkersvelden aanwezig in Veules-les-Roses. Verder zijn in de plaats veel restanten van watermolens terug te vinden.
In de middeleeuwen was Veules-les-Roses een vissershaven. Later kwamen er boeren en wevers al werden deze laatste in het midden van de 19e eeuw weggeconcurreerd door de opkomst van mechanische weverijen. Tegen het einde van de 19e eeuw raakte het bekend als badplaats. Op 12 juni 1940 speelde de plaats nog een kleine rol bij de evacuatie van Britse en Franse militairen naar Engeland. 

## Demografie
Onderstaande figuur toont het verloop van het inwonertal (bron: INSEE-tellingen).

## Afbeeldingen

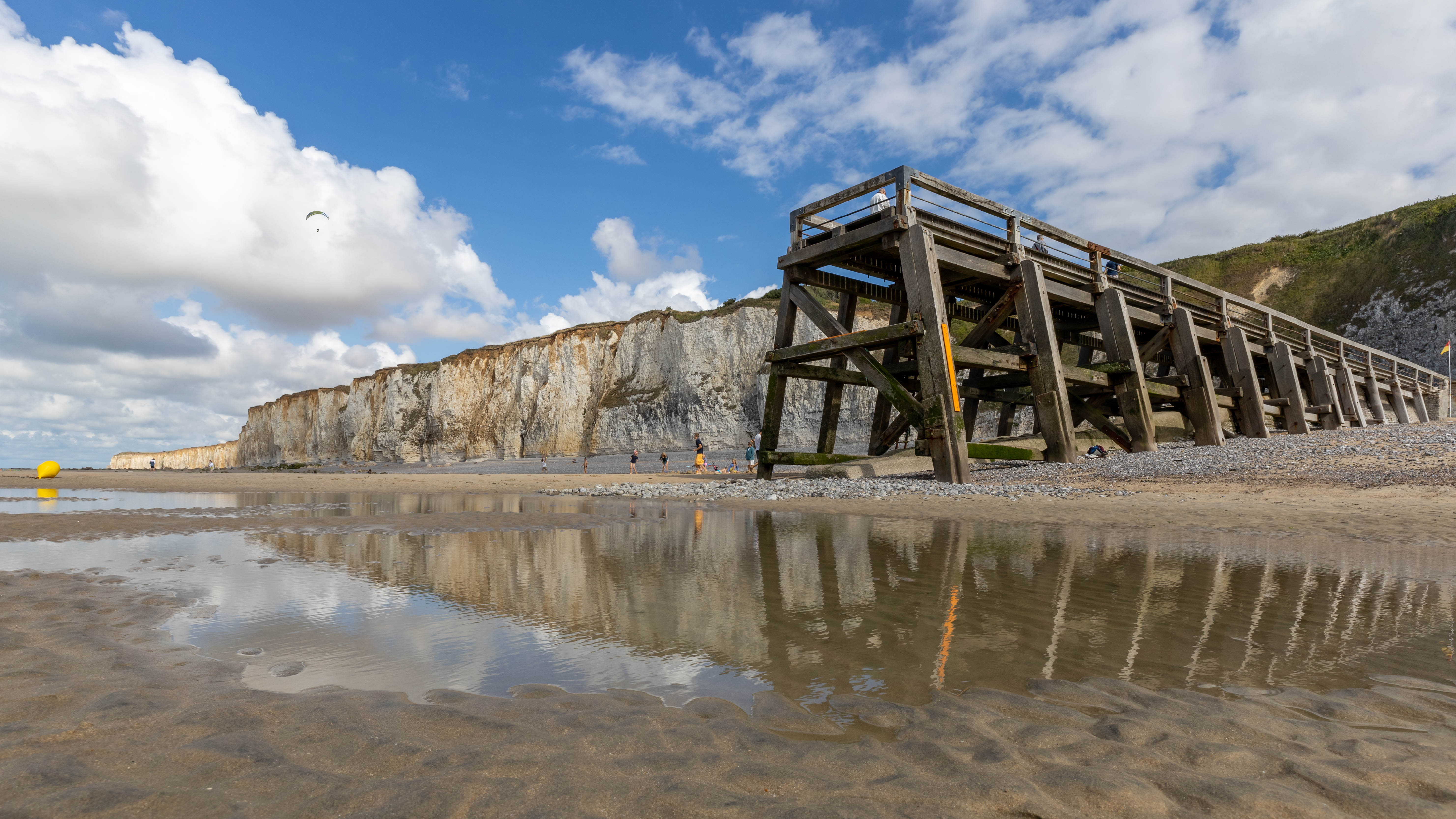
Het strand met klifkust
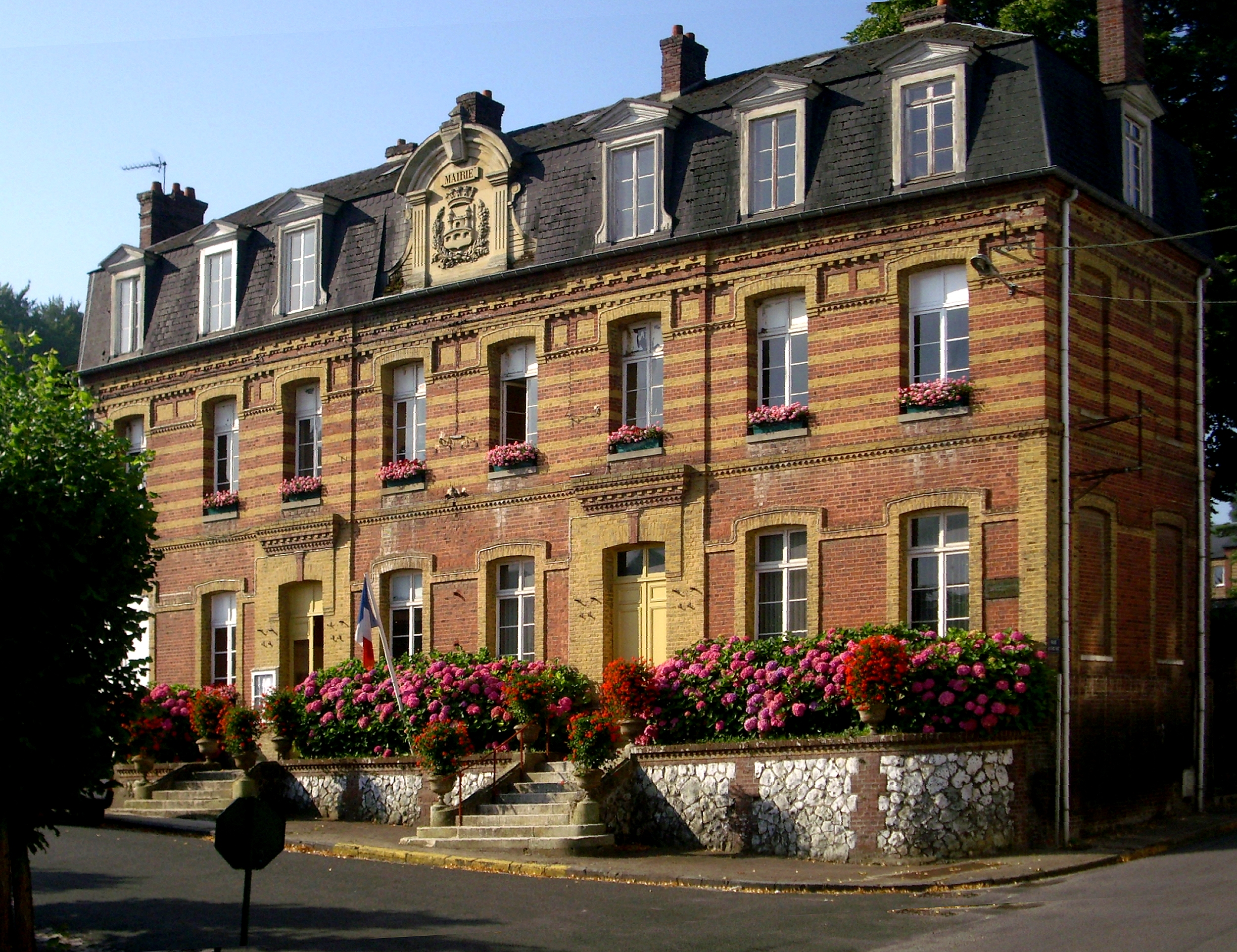
Stadhuis
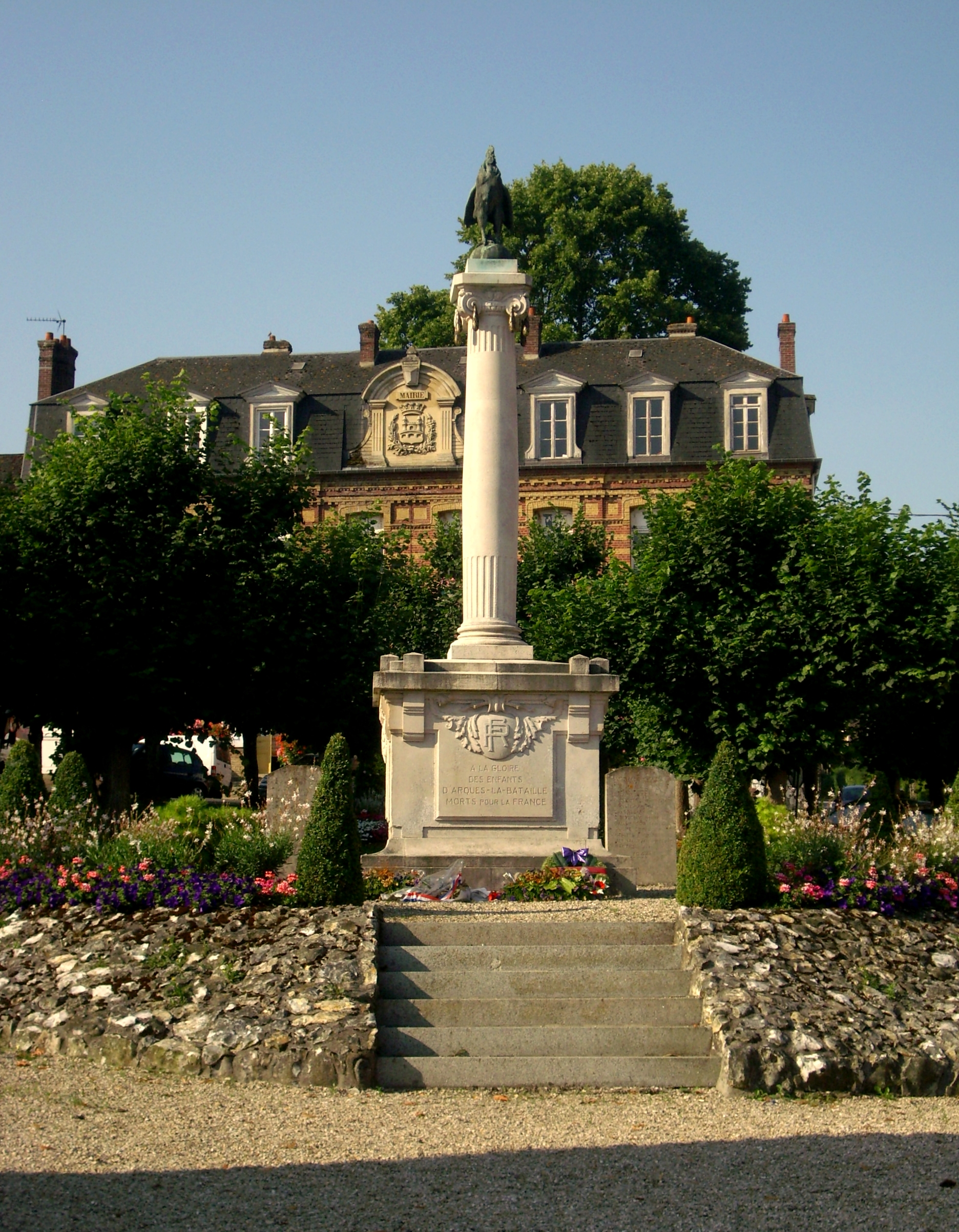
Gedenkteken aan de gevallenen
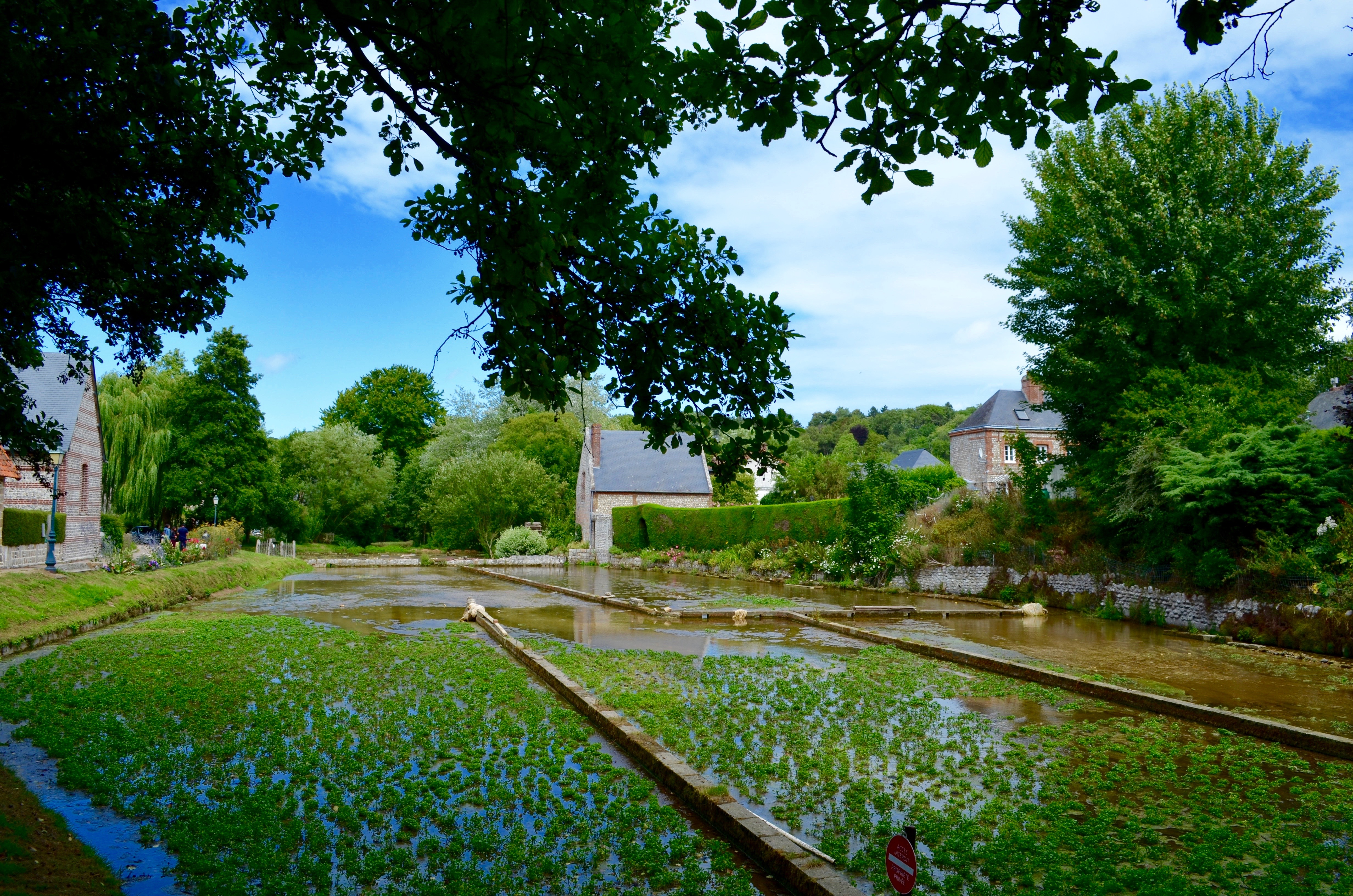
Bassin voor de teelt van waterkers
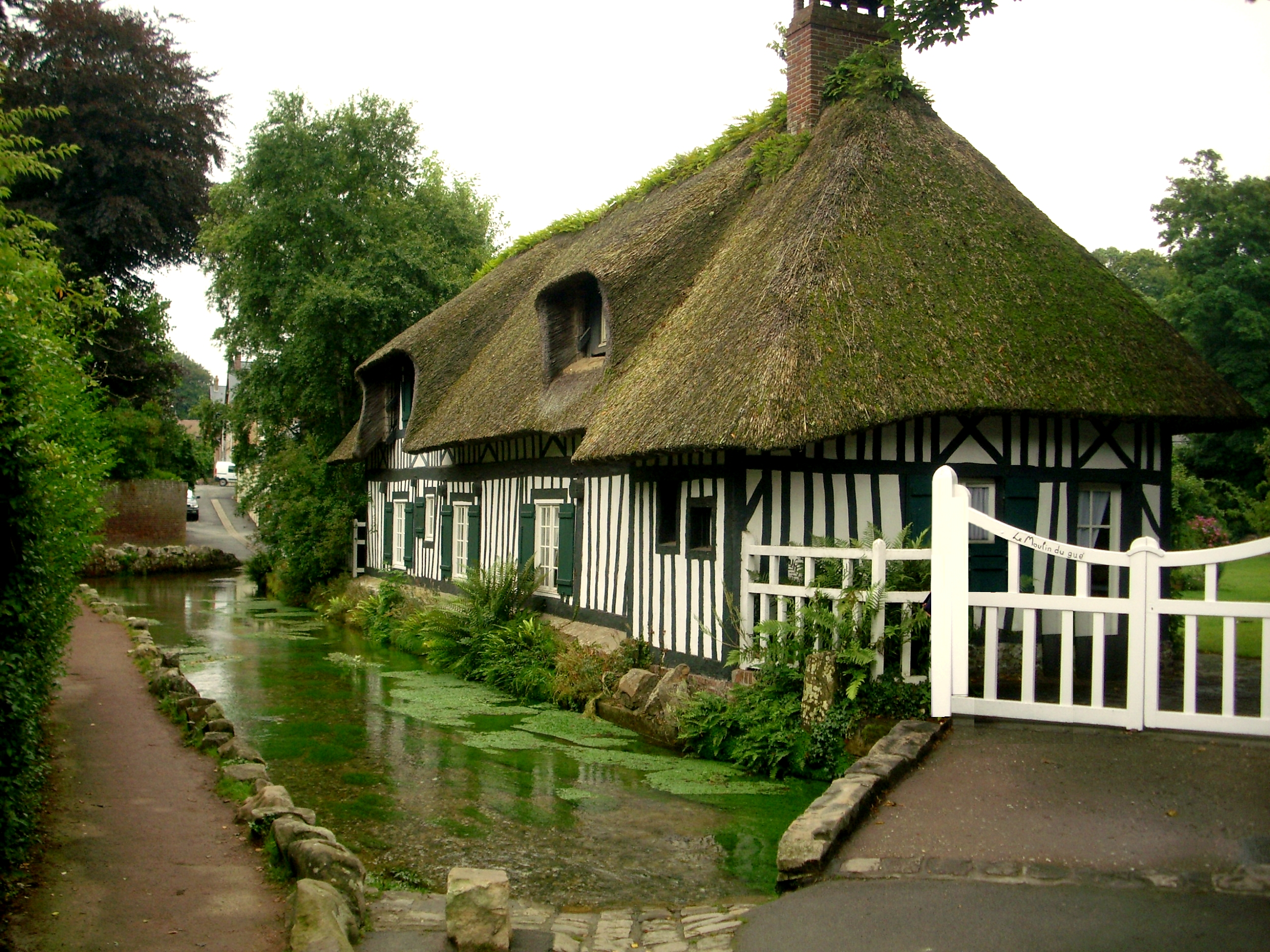
Ondiepte, werd gebruikt als drinkplaats voor vee
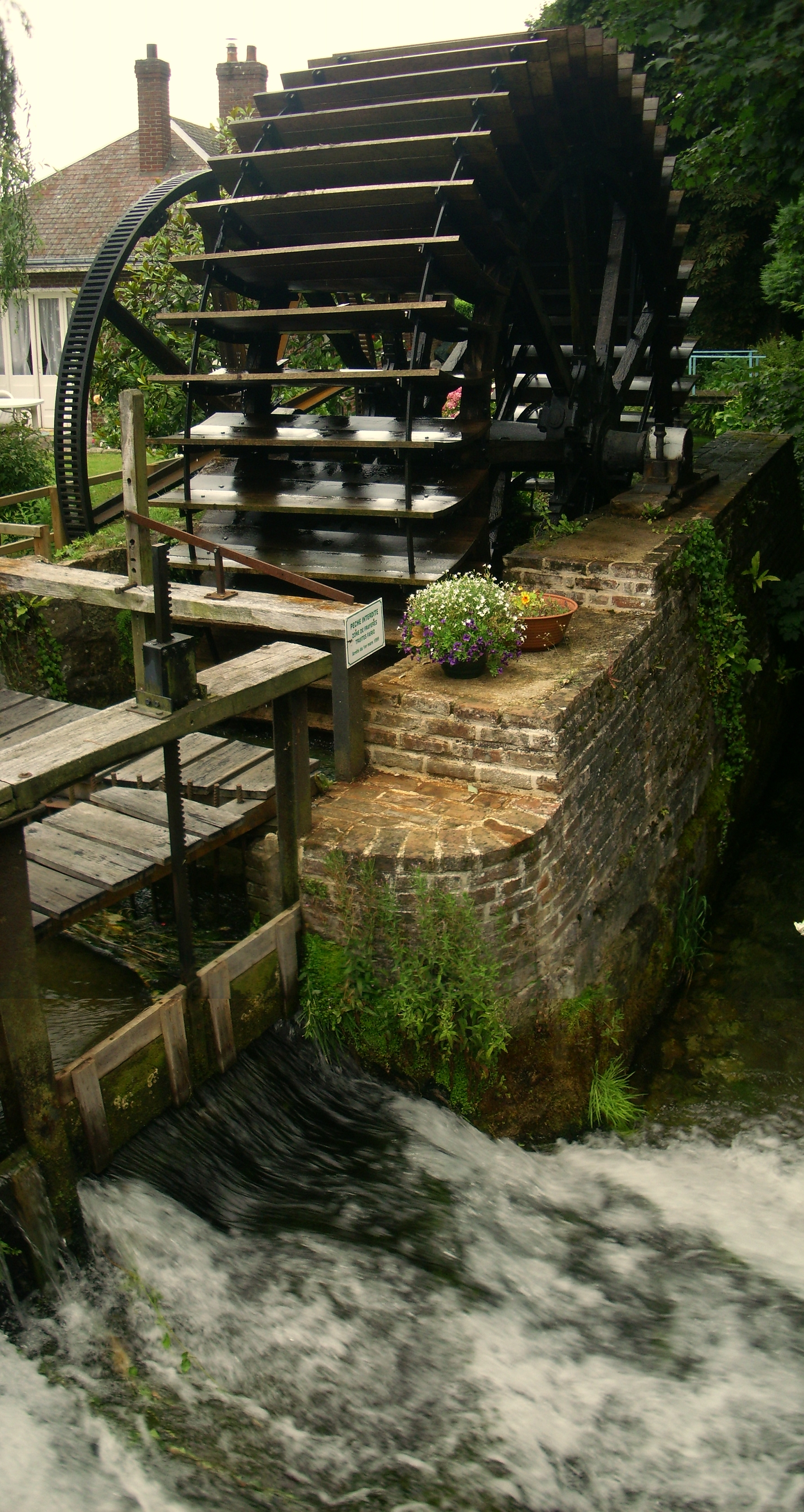
Een van de vele watermolens